# Anarta sierrae
Anarta sierrae är en fjärilsart som beskrevs av Barnes och Mcdunnough 1916. Anarta sierrae ingår i släktet Anarta och familjen nattflyn. Inga underarter finns listade i Catalogue of Life.